# Jana Kolesárová
Jana Kolesárová, née le 15 février 1976 à Košice en Tchécoslovaquie, est une actrice slovaque.

## Filmographie
- 1991 : The Thieves (court métrage)
- 1996 : Zázracná láska (téléfilm) : la première dame de la Cour
- 1996 : Konec velkých prázdnin (série télévisée) : Paula
- 1999 : Michele Strogoff - Il corriere dello zar (téléfilm) : Olga
- 2003 : Abby (série télévisée) : Elena
- 2003 : The Looking Glass : Eva
- 2005 : Flightplan : Claudia
- 2006 : White Lies (court métrage) : Jana
- 2007 : Blur : Isis
- 2009 : Keby bolo keby (série télévisée) : Lenka (10 épisodes)
- 2010 : NCIS: Los Angeles (série télévisée) : Katya Vitkoya
- 2008-2011 : Panelák (cs) (série télévisée) : Amy Blichárová (44 épisodes)
- 2012 : Horúca krv (série télévisée) : Zuzana Lipanská
- 2011-2012 : Dr. Ludsky (série télévisée) : Karin (11 épisodes)
- 2013 : Sanitka II (série télévisée) : Simona Mádrová (13 épisodes)
- 2014 : Až po uši (série télévisée) : Linda
- 2015 : Rumbling : Miriam
- 2016 : How to Shake Off a Bride
- 2016 : In Rage (série télévisée) : Jungerová
- 2016 : Manzel na hodinu : Clairvoyant
- 2016-2018 : Polda (cs) (série télévisée) : Mgr. Tána Hosková (24 épisodes)
- 2018 : Bonds : l'agent spécial